# Брюск
Брюск (фр. Brusque, окс. Brusca) — коммуна во Франции, находится в регионе Окситания. Департамент — Аверон. Входит в состав кантона Камаре. Округ коммуны — Мийо.
Код INSEE коммуны — 12039.
Коммуна расположена приблизительно в 570 км к югу от Парижа, в 125 км восточнее Тулузы, в 75 км к юго-востоку от Родеза.

## Население
Население коммуны на 2008 год составляло 314 человек.
| 1962 | 1968 | 1975 | 1982 | 1990 | 1999 | 2008 |
| ---- | ---- | ---- | ---- | ---- | ---- | ---- |
| 545  | 594  | 540  | 527  | 422  | 366  | 314  |

## Экономика
В 2007 году среди 157 человек в трудоспособном возрасте (15—64 лет) 107 были экономически активными, 50 — неактивными (показатель активности — 68,2 %, в 1999 году было 62,6 %). Из 107 активных работали 98 человек (60 мужчин и 38 женщин), безработных было 9 (2 мужчин и 7 женщин). Среди 50 неактивных 5 человек были учениками или студентами, 24 — пенсионерами, 21 были неактивными по другим причинам.

## Фотогалерея

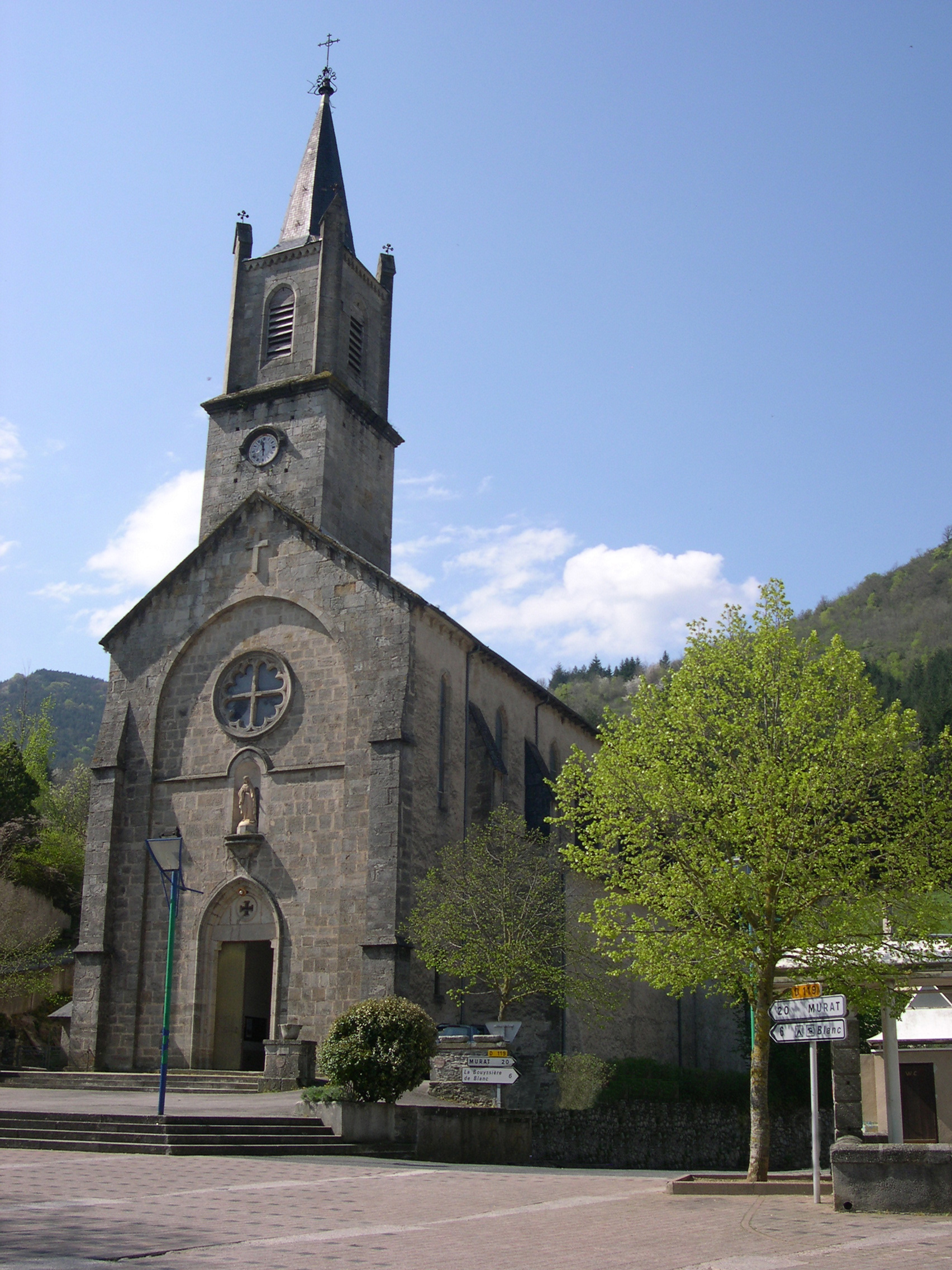
Церковь Сен-Мартен
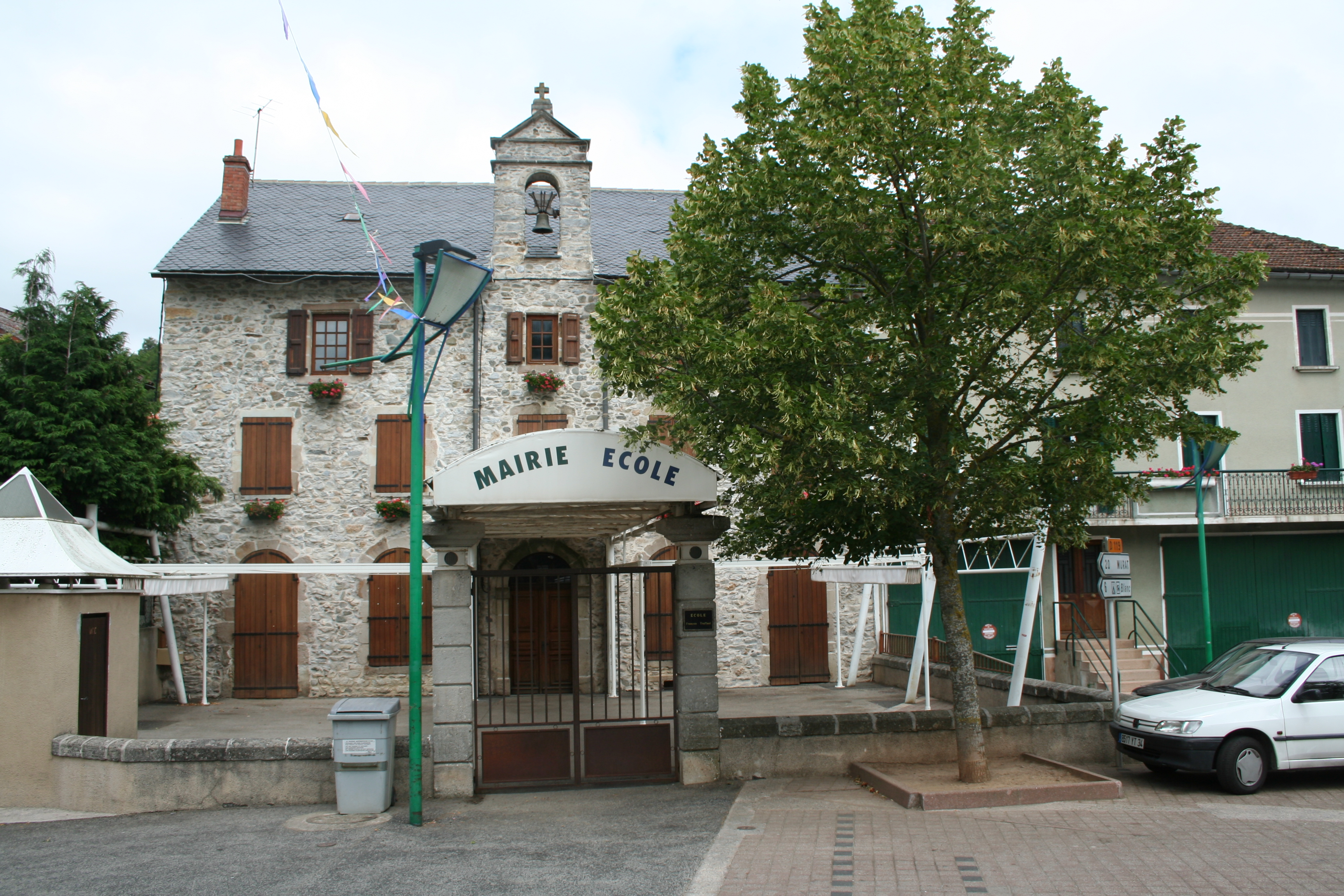
Мэрия и школа
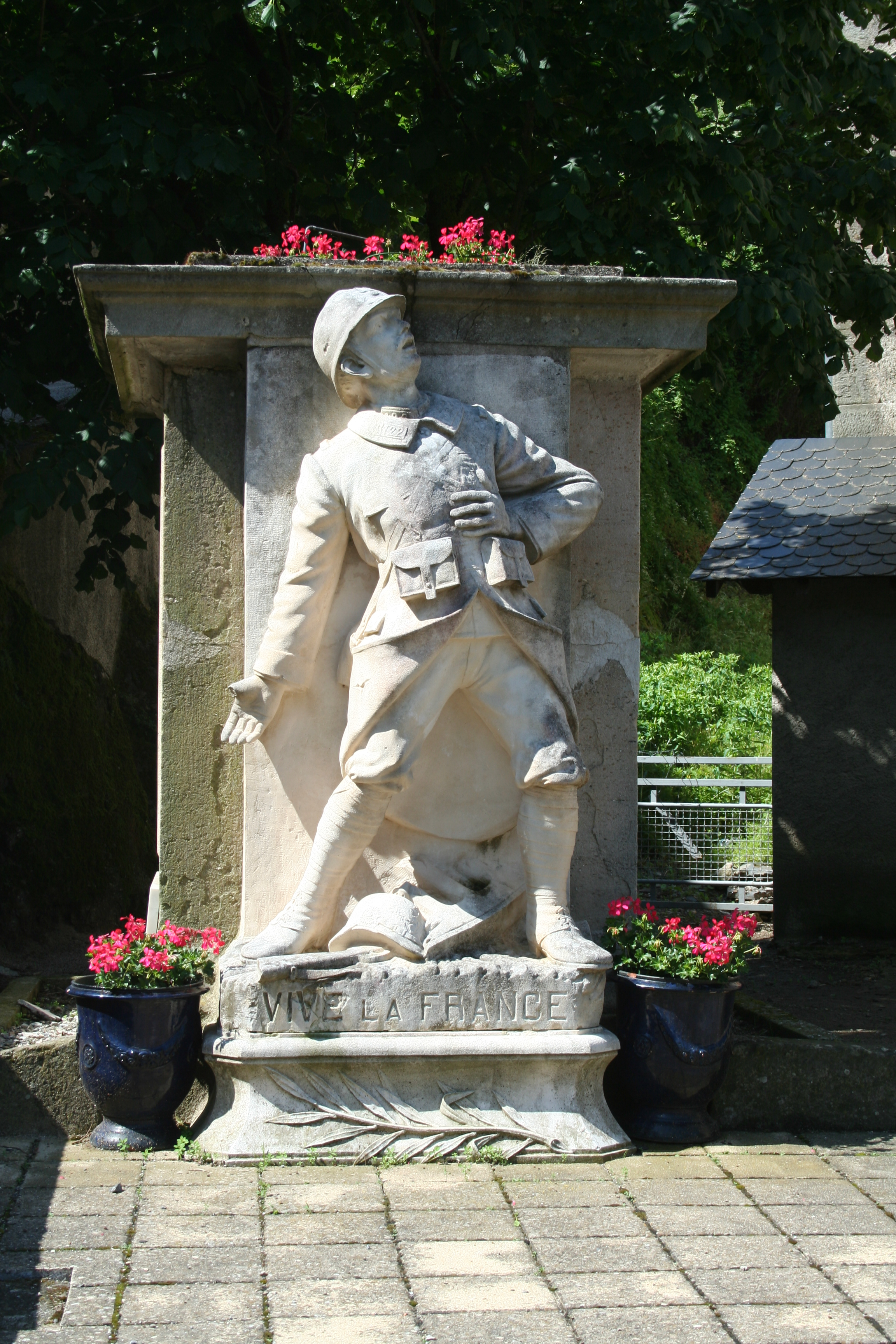
Памятник погибшим в 1-й мировой войне